# Nyúl
Nyúl is een plaats (község) en gemeente in het Hongaarse comitaat Győr-Moson-Sopron. Nyúl telt 3866 inwoners (2001).